# Heinz Hinzmann
Heinz Hinzmann – niemiecki bokser, brązowy medalista Mistrzostw Europy z roku 1930.

## Kariera
W czerwcu 1930 zdobył brązowy medal na Mistrzostwach Europy, w kategorii ciężkiej. W półfinale przegrał z reprezentantem Danii Jacobem Michaelsenem, a w walce o trzecie miejsce pokonał Węgra Sándora Kőrösi.
W roku 1930 był mistrzem Niemiec w kategorii ciężkiej.